# Narodna rič
Narodna rič su bile novine na hrvatskom jeziku iz Subotice.
Izlazile su od 1. kolovoza 1920. godine kao list Demokratske partije.
Uređivao ih je Gavro Đelmiš.

## Vanjske poveznice
- Hrvatska riječ Naco Zelić: Glasila - novine u bačkih Hrvata, 10. studenoga 2003.